# Редя Артем Юрійович
Арте́м Ю́рійович Редя (1986—2022) — лейтенант ОЗСП Азов, оборонець Маріуполя. Кавалер ордену «За мужність» III ступеня.

## Життєпис
Народився 25 жовтня 1986 в місті Харків. 
З відзнакою закінчив Харківський національний технічний університет (спеціальність — економіст) і Харківський національний педагогічний університет за напрямом правознавство. У 2010 році пішов працювати до органів внутрішніх справ м. Харкова.
У 2014-му став учасником АТО. У 2017 році вже досвідченим воїном перевівся у полк «Азов», де став командиром мінометного підрозділу.
У 2018 році разом з побратимами Артем брав участь у військовій операції полку на Світлодарській дузі.
Лейтенант, командир 2 роти оперативного призначення 2 батальйону спеціального призначення .
Загинув 15 квітня 2022 разом з кількома своїми побратимами, в одному БТРі. При прориві до заводу «Азовсталь» на мосту машина потрапила під обстріл ворожої артилерії й впала у воду. 

## Нагороди
- «Ветеран, учасник бойових дій»
- «Учасник бойових дій»
- орден «За мужність» III ступеня [1]